# Hammar (Kristianstad)
Hammar è una località (tätort in svedese) del comune di Kristianstad (contea di Scania, Svezia).
Nel 2010 la popolazione era di 2.057 abitanti.